# Eduard Toll
Eduard Vasílievich Toll (en ruso: Эдуард Васильевич Толль) o Eduard V. Toll (Reval, Estonia, 2 de marzo (o 14) de 1858 — un lugar desconocido en el Ártico, 1902), fue un geólogo y explorador  del Ártico ruso. A menudo se le conoce como Baron Eduard Von Toll ya que estaba casado con la baronesa von Toll Emmy, y pertenecía a una noble familia de origen alemán afincada en el mar Báltico. 
Se graduó en la  Universidad de Dorpat (Tartu) como zoólogo en 1882. Siendo estudiante viajó al Mediterráneo e investigó la fauna, flora y geología de Argelia y las islas Baleares. 

## Expediciones y descubrimientos

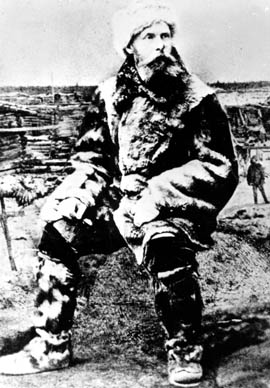
Retrato de Eduard Toll

En 1885-1886, Toll tomó parte en una expedición a las islas de Nueva Siberia, organizado por la  Academia de Ciencias de San Petersburgo  y dirigida por Alejandro Bunge. Eduard Toll exploró la isla Gran Liajovski, la Tierra de Bunge, la isla Faddeyevsky, la isla Kotelny, así como las costas occidentales de la isla de Nueva Siberia. En 1886 Toll pensó que había tierra desconocida al norte de la isla Kotelny. Imaginó que se trataba de la llamada «Zemlyá Sánnikova» (Tierra de Sánnikov), una tierra que Yákov Sánnikov y Matvéi Gedenschtrom dijeron haber visto durante su expedición de 1808-10, pero cuya existencia nunca se ha demostrado. Los resultados de esa expedición fueron apreciados por la Academia como «una verdadera obra geográfica».
En 1893 Toll condujo una expedición de la Academia de Ciencias de San Petersburgo a la parte norte de Yakutia y exploraron la región entre los tramos inferiores del río Lena y del río Játanga. Toll fue el primero en hacer un mapa de la meseta entre el río Anabar y el río Popigai y de la cordillera de montañas entre el río Olenyok y el Anabar (que el nombró en honor de Vasili Prónchischev). También llevó a cabo los estudios geológicos en las cuencas de los siguientes ríos: Yana, Indigirka, y Kolymá. Durante un año y dos días, la expedición cubrió 25.000 km, de los que 4.200 fueron en ríos, llevando a cabo los estudios geodésicos. Debido a las dificultades de la expedición y a su ardua labor, la Academia Rusa de Ciencias otorgó a Eduard V. Toll la Gran Medalla de Plata de N.M. Prezhevalsky. 
En 1899, Toll tomó parte en el viaje inaugural del rompehielos Yermak bajo el mando de Stepán Makárov a las costas de la isla Spitsbergen, en el archipiélago de las Svalbard.

## La última aventura de Toll: la Expedición polar rusa (1900-1902)

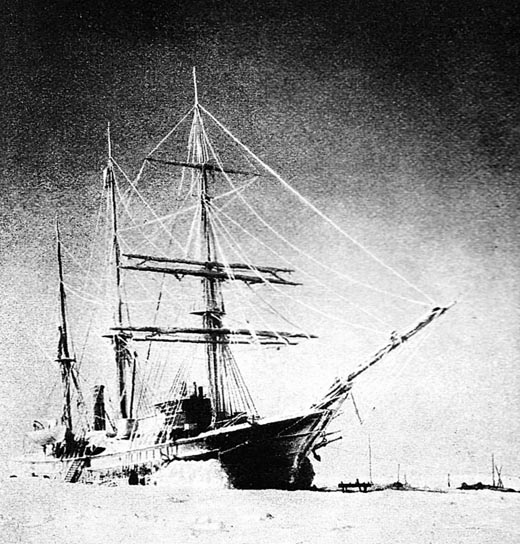
El buque polar Zarya en 1902.

La expedición polar rusa de 1900-1902 fue una expedición científica encargada por la Academia de Ciencias de San Petersburgo para estudiar el océano Ártico al norte de las islas de Nueva Siberia y buscar la legendaria Tierra de Sannikov. Fue dirigida por el barón Eduard von Toll, geólogo alemán del Báltico y explorador del Ártico, a bordo del barco Zaryá (Заря). Durante ese viaje, y sobre todo durante la invernada cerca de la parte noroeste de la península de Taymyr y la parte occidental de la isla Kotelny, Toll realizó una exhaustiva investigación hidrográfica, geográfica y geológica. 
Debido a las duras condiciones del hielo la expedición se vio obligada a pasar dos inviernos en la sombría región del archipiélago de Nueva Siberia. Al final, Toll viajó a isla Bennett en trineo y kayak junto con tres de los miembros de la expedición. Al parecer, en noviembre de 1902 Toll tomó la decisión de ir hacia el sur hasta el continente, en los kayak, sobre un témpano de hielo suelto, pero ningún rastro de los cuatro hombres se encontró nunca más.
El Zaryá intentó llegar a la isla Bennett a evacuar la partida a pie, pero no pudo hacerlo a causa de las difíciles condiciones del hielo. Una vez libre, el Zaryá finalmente fue amarrado cerca de la isla Brusneva, en la bahía de Tiksi, («Bujta Tiksi»), un amarre que resultó definitivo ya que no se tenía esperanzas de repararlo. El resto de los miembros de la expedición regresaron a San Petersburgo, mientras que el capitán Fiódor Matisen volvió a Yakutsk. 
Se enviaron dos expediciones de búsqueda en la primavera de 1903 lideradas por dos participantes de la expedición: una, dirigida por el ingeniero M. I. Brusnev, los buscó en las costas de las islas de Nueva Siberia y la otra, liderada por Aleksandr Kolchak —entonces un joven investigador y teniente de la Armada rusa y que más tarde llegará a ser gobernante provisional de Rusia durante el período de la guerra civil.— viajó en un ballenero a la isla Bennet. No encontraron a los exploradores perdidos, pero encontraron los diarios y las colecciones de la expedición Zaryá, que arrojaron luz sobre el trágico destino de Toll y sus compañeros.

## Reconocimientos
El nombre de Eduard Von Toll permanece en la mapas geográficos publicados de Fridtjof Nansen, ya que nombró en su honor una bahía en la costa noroeste de la península de Taymyr. Hay muchos otros accidentes árticos que llevan su nombre, como el río Tollievaya, un cabo en la  isla Tsírkul de los islotes de Minin, unas montañas en Nueva Zembla, el cabo más septentrional de la isla Stolbovoy, el estrecho y una meseta en isla Kotelny y la capa de hielo central en isla Bennett. 
En algunos campos, como la paleontología, zoología y botánica muchos especímenes de la fauna y la flora se nombran según el Baron Von Eduard Toll, como por ejemplo la foraminifera llamado Dendrophyra tolli (Awerinzew, 1911). 
El barón Toll fue un experto en paleontología de Siberia. La siguiente declaración del académico ruso V.A. Óbruchev es bien conocida:

En todas nuestras guías sobre geografía física se puede encontrar el nombre de Eduard V. Toll como el fundador de la doctrina de la formación de hielo fosilizado- la doctrina que se convirtió en un clásico.
V.A. Óbruchev

 Se le concedió un doctorado póstumo de la Universidad de Galway.